# KHL (2017/2018)
Sezon KHL 2017/2018 – dziesiąty sezon ligi KHL rozgrywany na przełomie 2017 i 2018.

## Kluby uczestniczące
W marcu 2017, po czterech sezonach uczestnictwa, drużyna chorwackiego klubu KHL Medveščak Zagrzeb została zatwierdzona z powrotem do austriackich rozgrywek EBEL i tym samym wycofała się z KHL. W maju 2017 władze KHL zasugerowały możliwość przyjęcia do ligi drugiego zespołu z Kazachstanu. W tym samym czasie władze duńskiej federacji hokeja na lodzie wykluczyły staranie o przyjęcie do KHL drużyny z Danii. W maju 2017 prezydent KHL Dmitrij Czernyszenko przyznał, że w tymże czasie optymalną liczbą uczestników rozgrywek byłoby 24. Decyzją władz KHL z maja 2017 klub Mietałłurg Nowokuźnieck został usunięty z rozgrywek wobec sklasyfikowania w zakresie wszystkich parametrów wśród uczestników ligi oraz jednocześnie ustalono przyporządkowanie drużyn do konferencji i dywizji. Tym samym liczba uczestników została zredukowana z 29 do 27 (21 klubów z Rosji oraz 6 z innych państw).
Na początku czerwca 2017 zaprezentowano logo jubileuszowego 10. sezonu KHL.
| Konferencja Zachód   | Konferencja Zachód      | Konferencja Wschód         | Konferencja Wschód  |
| Dywizja Bobrowa      | Dywizja Tarasowa        | Dywizja Charłamowa         | Dywizja Czernyszowa |
| -------------------- | ----------------------- | -------------------------- | ------------------- |
| Dinamo Ryga          | CSKA Moskwa             | Ak Bars Kazań              | Admirał Władywostok |
| Dynama Mińsk         | Dinamo Moskwa           | Awtomobilist Jekaterynburg | Amur Chabarowsk     |
| Jokerit              | Łokomotiw Jarosław      | Jugra Chanty-Mansyjsk      | Awangard Omsk       |
| SKA Sankt Petersburg | Siewierstal Czerepowiec | Łada Togliatti             | Barys Astana        |
| Slovan Bratysława    | HK Soczi                | Mietałłurg Magnitogorsk    | Kunlun Red Star     |
| Spartak Moskwa       | Torpedo Niżny Nowogród  | Nieftiechimik Niżniekamsk  | Saławat Jułajew Ufa |
|                      | Witiaź Podolsk          | Traktor Czelabińsk         | Sibir Nowosybirsk   |

## Sezon regularny

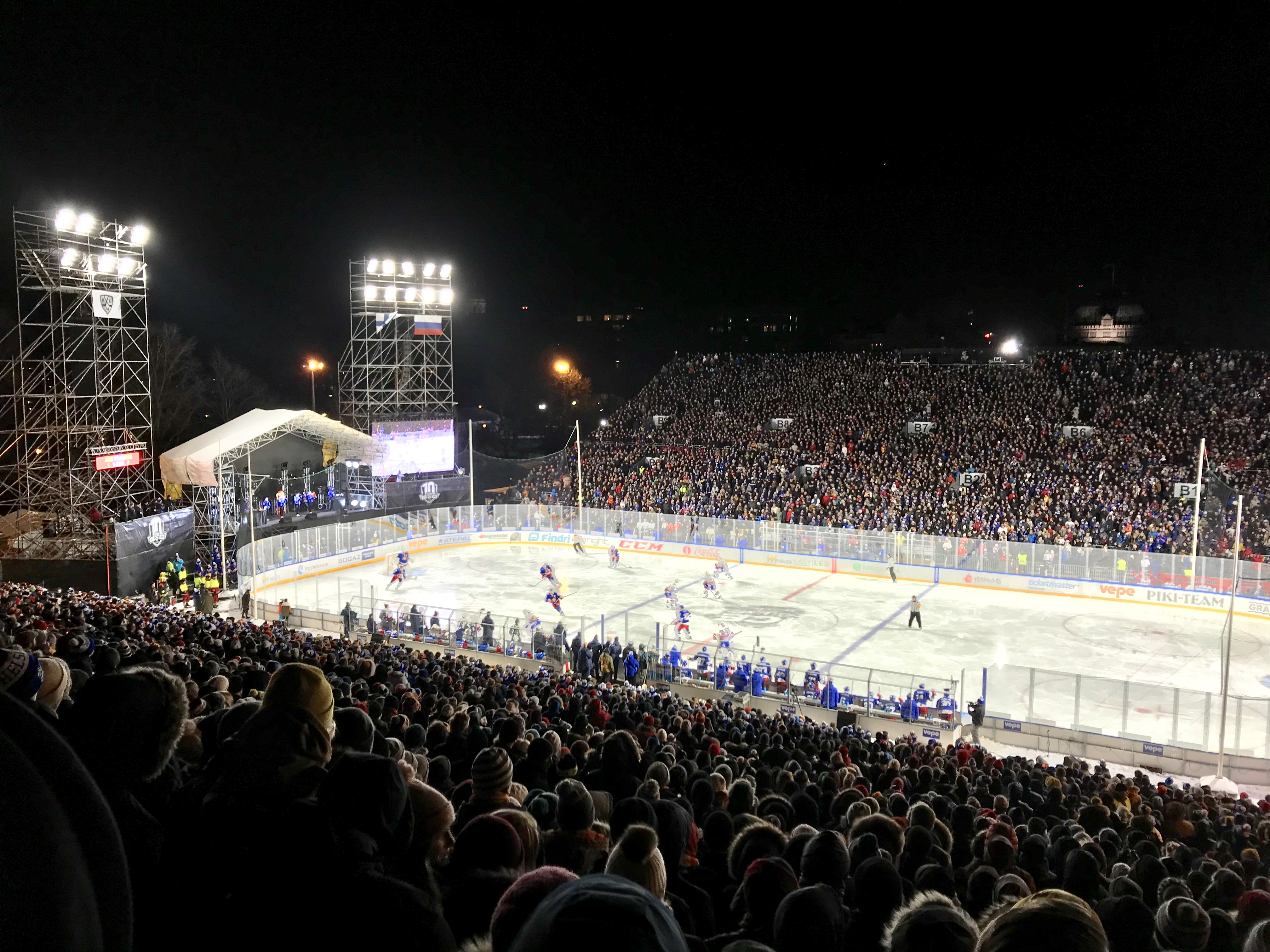
Mecz na otwartym terenie Jokerit - SKA 2 grudnia 2017

### Puchar Otwarcia
W pierwszym meczu sezonu o Puchar Otwarcia 21 sierpnia 2017 spotkały się drużyny SKA Sankt Petersburg i CSKA Moskwa, a w meczu zwyciężyli pierwsi 4:2.

### Mecz Gwiazd
Jubileuszowy 10. Mecz Gwiazd KHL zaplanowano na dni 10–14 stycznia 2018 w kazachskiej Astanie. W półfinałach Dywizja Tarasowa pokonała Dywizję Charłamowa 4:3 (po karnych), a Dywizja Czernyszowa pokonała Dywizję Bobrowa 6:5 (po karnych), natomiast w meczu o trzecie miejsce Dywizja Charłamowa zwyciężyła Dywizję Bobrowa 8:4, a w finale Dywizja Tarasowa triumfowała nad Dywizją Czernyszowa 5:4 (zwycięskiego gola zdobył Kiriłł Kaprizow). Ponadto w ramach tzw. Master Show zwyciężyła ekipa Dywizji Charłamowa.

### Wyniki
Drużyna SKA ustanowiła rekord ligi wygrywając 20 kolejnych meczów od początku sezonu; przegrała w 21. spotkaniu 11 października u siebie z HK Soczi 2:3 po dogrywce. Mecz Jokerit - SKA (3:4) w dniu 2 grudnia 2017 zorganizowano pod nazwą Helsinki Ice Challenge jako pierwsze spotkanie w historii KHL na otwartym terenie – lodowisko usytuowano w parku, gdzie w przeszłości rozpoczynano uprawianie hokeja w fińskiej stolicy. 20 stycznia 2018 rozegrano mecz na otwartym terenie w Kompleksie Sportowym w Rydze pod nazwą Riga’s Winter Ice Break pomiędzy miejscowym Dinamem a białoruskim Dynama Mińsk (wynik 2:3).

### Statystyki indywidualne
Statystyki zaktualizowane po zakończeniu rundy zasadniczej.
Zawodnicy z pola łącznie
| Gole                        | Gole | Asysty                     | Asysty | Punkty                | Punkty |
| --------------------------- | ---- | -------------------------- | ------ | --------------------- | ------ |
| Nigel Dawes (Barys)         | 35   | Nikita Gusiew (SKA)        | 40     | Ilja Kowalczuk (SKA)  | 63     |
| Ilja Kowalczuk (SKA)        | 31   | Linus Omark (Saławat)      | 39     | Nikita Gusiew (SKA)   | 62     |
| Władimir Tkaczow (Ak Bars)  | 22   | Linden Vey (Barys)         | 35     | Nigel Dawes (Barys)   | 55     |
| Nikita Gusiew (SKA)         | 22   | Dan Sexton (Nieftiechimik) | 35     | Linus Omark (Saławat) | 55     |
| Alexander Bergström (Sibir) | 21   | Ilja Kowalczuk (SKA)       | 32     | Linden Vey (Barys)    | 52     |

Obrońcy
| Gole                         | Gole | Asysty                       | Asysty | Punkty                       | Punkty |
| ---------------------------- | ---- | ---------------------------- | ------ | ---------------------------- | ------ |
| Patrik Hersley (SKA)         | 14   | Marc-André Gragnani (Mińsk)  | 29     | Philip Larsen (Saławat)      | 38     |
| Ilja Nikulin (Din. Moskwa)   | 12   | Andriej Markow (Ak Bars)     | 28     | Patrik Hersley (SKA)         | 35     |
| Jewgienij Miedwiediew (Omsk) | 11   | Philip Larsen (Saławat)      | 27     | Staffan Kronwall (Łokomotiw) | 35     |
| Philip Larsen (Saławat)      | 11   | Staffan Kronwall (Łokomotiw) | 25     | Marc-André Gragnani (Mińsk)  | 35     |
| Nick Bailen (Traktor)        | 11   | Kevin Dallman (Barys)        | 24     | Andriej Markow (Ak Bars)     | 33     |

Bramkarze
| Skuteczność interwencji (w %)  | Skuteczność interwencji (w %) | Średnia goli straconych (na mecz) | Średnia goli straconych (na mecz) | Mecze bez straty gola       | Mecze bez straty gola |
| ------------------------------ | ----------------------------- | --------------------------------- | --------------------------------- | --------------------------- | --------------------- |
| Pavel Francouz (Traktor)       | 94,6                          | Lars Johansson (CSKA)             | 1,31                              | Ryan Zapolski (Jokerit)     | 9                     |
| Aleksiej Krasikow (Sibir)      | 93,9                          | Mikko Koskinen (SKA)              | 1,57                              | Ilja Sorokin (CSKA)         | 8                     |
| Iwan Nalimow (Saławat/Admirał) | 93,8                          | Ilja Sorokin (CSKA)               | 1,59                              | Igor Szestiorkin (SKA)      | 7                     |
| Lars Johansson (CSKA)          | 93,8                          | Igor Szestiorkin (SKA)            | 1,70                              | Stanisław Galimow (Torpedo) | 7                     |
| Mikko Koskinen (SKA)           | 93,7                          | Ryan Zapolski (Jokerit)           | 1,76                              | Ilja Jeżow (Nieftiechimik)  | 7                     |

Pozostałe
| Klasyfikacja +/-         | Klasyfikacja +/- | Zwycięskie gole             | Zwycięskie gole | Minuty kar                     | Minuty kar |
| ------------------------ | ---------------- | --------------------------- | --------------- | ------------------------------ | ---------- |
| Maksim Szałunow (CSKA)   | +28              | Nigel Dawes (Barys)         | 9               | Nikita Triamkin (Awtomobilist) | 109        |
| Siergiej Szumakow (CSKA) | +28              | Walerij Niczuszkin (CSKA)   | 7               | Maksim Czudinow (SKA/Omsk)     | 106        |
| Michaił Pasznin (CSKA)   | +27              | Ilja Kowalczuk (SKA)        | 6               | Aleksandr Switow (Ak Bars)     | 98         |
| Siergiej Kalinin (SKA)   | +26              | Alexander Bergström (Sibir) | 6               | Samwieł Mnacian (Sibir)        | 93         |
| Nikita Gusiew (SKA)      | +26              | Siergiej Szumakow (CSKA)    | 6               | Oskar Osala (Magnitogorsk)     | 90         |

- Pierwsze miejsce w klasyfikacji średniego czasu gry w meczu wśród obrońców:  Jonathon Blum (Admirał/Soczi) – 27,18 min.
- Pierwsze miejsce w klasyfikacji średniego czasu gry w meczu wśród napastników:  Linden Vey (Barys) – 21,52 min.
- Pierwsze miejsce w klasyfikacji liczby zablokowanych strzałów:  Jewgienij Biriukow (Magnitogorsk) – 100
- Pierwsze miejsce w klasyfikacji wykonanych uderzeń ciałem:  Maksim Rybin (Siewierstal) – 241

## Faza play-off
Piąty mecz półfinałowy w Konferencji Zachód pomiędzy CSKA Moskwa a Jokeritem (1:2) zakończył się w piątej dogrywce (praktycznie w ósmej tercji meczu) po golu, który strzelił Mika Niemi w czasie gry 142 min. 09 sek..
22 kwietnia 2018 zwycięskiego gola w dogrywce piątego meczu finału Ak Bars Kazań – CSKA Moskwa (1:0), przesądzającego o mistrzostwie, zdobył Kanadyjczyk Rob Klinkhammer.

### Schemat play-off
|  |                          |                            |                          |                         |   |                       |                       |                       |  |  |                    |                    |                    |  |  |                         |                         |                         |
|  | Ćwierćfinały Konferencji | Ćwierćfinały Konferencji   | Ćwierćfinały Konferencji |                         |   | Półfinały Konferencji | Półfinały Konferencji | Półfinały Konferencji |  |  | Finały Konferencji | Finały Konferencji | Finały Konferencji |  |  | Finał o Puchar Gagarina | Finał o Puchar Gagarina | Finał o Puchar Gagarina |
|  | Ćwierćfinały Konferencji | Ćwierćfinały Konferencji   | Ćwierćfinały Konferencji |                         |   | Półfinały Konferencji | Półfinały Konferencji | Półfinały Konferencji |  |  | Finały Konferencji | Finały Konferencji | Finały Konferencji |  |  | Finał o Puchar Gagarina | Finał o Puchar Gagarina | Finał o Puchar Gagarina |
|  |                          |                            |                          |                         |   |                       |                       |                       |  |  |                    |                    |                    |  |  |                         |                         |                         |
|  |                          |                            |                          |                         |   |                       |                       |                       |  |  |                    |                    |                    |  |  |                         |                         |                         |
|  | 1                        | SKA Sankt Petersburg       | 4                        |                         |   |                       |                       |                       |  |  |                    |                    |                    |  |  |                         |                         |                         |
|  | 1                        | SKA Sankt Petersburg       | 4                        |                         |   |                       |                       |                       |  |  |                    |                    |                    |  |  |                         |                         |                         |
|  | 8                        | Siewierstal Czerepowiec    | 0                        |                         |   |                       |                       |                       |  |  |                    |                    |                    |  |  |                         |                         |                         |
|  | 8                        | Siewierstal Czerepowiec    | 0                        |                         |   | 1                     | SKA Sankt Petersburg  | 4                     |  |  |                    |                    |                    |  |  |                         |                         |                         |
|  |                          |                            |                          |                         |   | 1                     | SKA Sankt Petersburg  | 4                     |  |  |                    |                    |                    |  |  |                         |                         |                         |
|  |                          |                            | 4                        | Łokomotiw Jarosław      | 1 |                       |                       |                       |  |  |                    |                    |                    |  |  |                         |                         |                         |
|  | 2                        | CSKA Moskwa                | 4                        | Łokomotiw Jarosław      | 1 | 4                     |                       |                       |  |  |                    |                    |                    |  |  |                         |                         |                         |
|  | 2                        | CSKA Moskwa                |                          |                         |   |                       |                       |                       |  |  |                    |                    |                    |  |  |                         |                         |                         |
|  | 7                        | Spartak Moskwa             | 0                        |                         |   |                       |                       |                       |  |  |                    |                    |                    |  |  |                         |                         |                         |
|  | 7                        | Spartak Moskwa             | 0                        |                         |   | 1                     | SKA Sankt Petersburg  | 2                     |  |  |                    |                    |                    |  |  |                         |                         |                         |
|  | Konferencja Zachód       |                            |                          |                         |   | 1                     | SKA Sankt Petersburg  | 2                     |  |  |                    |                    |                    |  |  |                         |                         |                         |
|  |                          |                            | 2                        | CSKA Moskwa             | 4 |                       |                       |                       |  |  |                    |                    |                    |  |  |                         |                         |                         |
|  | 3                        | Jokerit                    | 2                        | CSKA Moskwa             | 4 | 4                     |                       |                       |  |  |                    |                    |                    |  |  |                         |                         |                         |
|  | 3                        | Jokerit                    |                          |                         |   |                       |                       |                       |  |  |                    |                    |                    |  |  |                         |                         |                         |
|  | 6                        | HK Soczi                   | 1                        |                         |   |                       |                       |                       |  |  |                    |                    |                    |  |  |                         |                         |                         |
|  | 6                        | HK Soczi                   | 1                        |                         |   | 2                     | CSKA Moskwa           | 4                     |  |  |                    |                    |                    |  |  |                         |                         |                         |
|  |                          |                            |                          |                         |   | 2                     | CSKA Moskwa           | 4                     |  |  |                    |                    |                    |  |  |                         |                         |                         |
|  |                          |                            | 3                        | Jokerit                 | 2 |                       |                       |                       |  |  |                    |                    |                    |  |  |                         |                         |                         |
|  | 4                        | Łokomotiw Jarosław         | 3                        | Jokerit                 | 2 | 4                     |                       |                       |  |  |                    |                    |                    |  |  |                         |                         |                         |
|  | 4                        | Łokomotiw Jarosław         |                          |                         |   |                       |                       |                       |  |  |                    |                    |                    |  |  |                         |                         |                         |
|  | 5                        | Torpedo Niżny Nowogród     | 0                        |                         |   |                       |                       |                       |  |  |                    |                    |                    |  |  |                         |                         |                         |
|  | 5                        | Torpedo Niżny Nowogród     | 0                        |                         |   | Z                     | CSKA Moskwa           | 1                     |  |  |                    |                    |                    |  |  |                         |                         |                         |
|  |                          |                            |                          |                         |   |                       |                       |                       |  |  |                    |                    |                    |  |  |                         |                         |                         |
|  |                          |                            | W                        | Ak Bars Kazań           | 4 |                       |                       |                       |  |  |                    |                    |                    |  |  |                         |                         |                         |
|  | 1                        | Ak Bars Kazań              | W                        | Ak Bars Kazań           | 4 | 4                     |                       |                       |  |  |                    |                    |                    |  |  |                         |                         |                         |
|  | 1                        | Ak Bars Kazań              |                          |                         |   |                       |                       |                       |  |  |                    |                    |                    |  |  |                         |                         |                         |
|  | 8                        | Amur Chabarowsk            | 1                        |                         |   |                       |                       |                       |  |  |                    |                    |                    |  |  |                         |                         |                         |
|  | 8                        | Amur Chabarowsk            | 1                        |                         |   | 1                     | Ak Bars Kazań         | 4                     |  |  |                    |                    |                    |  |  |                         |                         |                         |
|  |                          |                            |                          |                         |   | 1                     | Ak Bars Kazań         | 4                     |  |  |                    |                    |                    |  |  |                         |                         |                         |
|  |                          |                            | 5                        | Mietałłurg Magnitogorsk | 1 |                       |                       |                       |  |  |                    |                    |                    |  |  |                         |                         |                         |
|  | 2                        | Saławat Jułajew Ufa        | 5                        | Mietałłurg Magnitogorsk | 1 | 4                     |                       |                       |  |  |                    |                    |                    |  |  |                         |                         |                         |
|  | 2                        | Saławat Jułajew Ufa        |                          |                         |   |                       |                       |                       |  |  |                    |                    |                    |  |  |                         |                         |                         |
|  | 7                        | Awangard Omsk              | 3                        |                         |   |                       |                       |                       |  |  |                    |                    |                    |  |  |                         |                         |                         |
|  | 7                        | Awangard Omsk              | 3                        |                         |   | 1                     | Ak Bars Kazań         | 4                     |  |  |                    |                    |                    |  |  |                         |                         |                         |
|  | Konferencja Wschód       |                            |                          |                         |   | 1                     | Ak Bars Kazań         | 4                     |  |  |                    |                    |                    |  |  |                         |                         |                         |
|  |                          |                            | 3                        | Traktor Czelabińsk      | 0 |                       |                       |                       |  |  |                    |                    |                    |  |  |                         |                         |                         |
|  | 3                        | Traktor Czelabińsk         | 3                        | Traktor Czelabińsk      | 0 | 4                     |                       |                       |  |  |                    |                    |                    |  |  |                         |                         |                         |
|  | 3                        | Traktor Czelabińsk         |                          |                         |   |                       |                       |                       |  |  |                    |                    |                    |  |  |                         |                         |                         |
|  | 6                        | Nieftiechimik Niżniekamsk  | 1                        |                         |   |                       |                       |                       |  |  |                    |                    |                    |  |  |                         |                         |                         |
|  | 6                        | Nieftiechimik Niżniekamsk  | 1                        |                         |   | 2                     | Saławat Jułajew Ufa   | 3                     |  |  |                    |                    |                    |  |  |                         |                         |                         |
|  |                          |                            |                          |                         |   | 2                     | Saławat Jułajew Ufa   | 3                     |  |  |                    |                    |                    |  |  |                         |                         |                         |
|  |                          |                            | 3                        | Traktor Czelabińsk      | 4 |                       |                       |                       |  |  |                    |                    |                    |  |  |                         |                         |                         |
|  | 4                        | Awtomobilist Jekaterynburg | 3                        | Traktor Czelabińsk      | 4 | 2                     |                       |                       |  |  |                    |                    |                    |  |  |                         |                         |                         |
|  | 4                        | Awtomobilist Jekaterynburg |                          |                         |   |                       |                       |                       |  |  |                    |                    |                    |  |  |                         |                         |                         |
|  | 5                        | Mietałłurg Magnitogorsk    | 4                        |                         |   |                       |                       |                       |  |  |                    |                    |                    |  |  |                         |                         |                         |
|  | 5                        | Mietałłurg Magnitogorsk    | 4                        |                         |   |                       |                       |                       |  |  |                    |                    |                    |  |  |                         |                         |                         |
|  |                          |                            |                          |                         |   |                       |                       |                       |  |  |                    |                    |                    |  |  |                         |                         |                         |

### Statystyki indywidualne
Statystyki zaktualizowane po zakończeniu fazy play-off.
Zawodnicy z pola łącznie
| Gole                        | Gole | Asysty                   | Asysty | Punkty                      | Punkty |
| --------------------------- | ---- | ------------------------ | ------ | --------------------------- | ------ |
| Stanisław Galijew (Ak Bars) | 10   | Justin Azevedo (Ak Bars) | 15     | Justin Azevedo (Ak Bars)    | 24     |
| Justin Azevedo (Ak Bars)    | 9    | Linus Omark (Saławat)    | 13     | Linus Omark (Saławat)       | 17     |
| Michaił Grigorienko (CSKA)  | 9    | Aleksandr Popow (CSKA)   | 11     | Richard Gynge (Traktor)     | 16     |
| Richard Gynge (Traktor)     | 8    | Matt Gilroy (Jokerit)    | 10     | Stanisław Galijew (Ak Bars) | 15     |
| Anton Lander (Ak Bars)      | 8    | Jiří Sekáč (AK Bars)     | 9      | Michaił Grigorienko (CSKA)  | 13     |

Obrońcy
| Gole                       | Gole | Asysty                     | Asysty | Punkty                     | Punkty |
| -------------------------- | ---- | -------------------------- | ------ | -------------------------- | ------ |
| Wasilij Tokranow (Ak Bars) | 3    | Matt Gilroy (Jokerit)      | 10     | Matt Gilroy (Jokerit)      | 11     |
| Wiaczesław Wojnow (SKA)    | 3    | Sami Lepistö (Jokerit)     | 7      | Nick Bailen (Traktor)      | 10     |
| Grigorij Panin (Saławat)   | 3    | Chris Lee (Magnitogorsk)   | 7      | Wasilij Tokranow (Ak Bars) | 9      |
| Nick Bailen (Traktor)      | 3    | Nick Bailen (Traktor)      | 7      | Chris Lee (Magnitogorsk)   | 9      |
| Iwan Wiszniewski (Traktor) | 3    | Wasilij Tokranow (Ak Bars) | 6      | Iwan Wiszniewski (Traktor) | 7      |

Bramkarze
| Skuteczność interwencji (w %) | Skuteczność interwencji (w %) | Średnia goli straconych (na mecz) | Średnia goli straconych (na mecz) | Mecze bez straty gola           | Mecze bez straty gola |
| ----------------------------- | ----------------------------- | --------------------------------- | --------------------------------- | ------------------------------- | --------------------- |
| Karri Rämö (Jokerit)          | 95,4                          | Karri Rämö (Jokerit)              | 1,31                              | Ilja Sorokin (CSKA)             | 5                     |
| Pavel Francouz (Traktor)      | 94,9                          | Ilja Sorokin (CSKA)               | 1,52                              | Mikko Koskinen (SKA)            | 4                     |
| Emil Garipow (Ak Bars)        | 94,4                          | Emil Garipow (Ak Bars)            | 1,55                              | Emil Garipow (Ak Bars)          | 2                     |
| Aleksandr Truszkow (Spartak)  | 94,2                          | Mikko Koskinen (SKA)              | 1,62                              | Ben Scrivens (Saławat)          | 1                     |
| Stanisław Galimow (Torpedo)   | 93,8                          | Aleksandr Truszkow (Spartak)      | 1,71                              | Andriej Makarow (Nieftiechimik) | 0                     |

Pozostałe
| Klasyfikacja +/-            | Klasyfikacja +/- | Zwycięskie gole           | Zwycięskie gole | Minuty kar                 | Minuty kar |
| --------------------------- | ---------------- | ------------------------- | --------------- | -------------------------- | ---------- |
| Stanisław Galijew (Ak Bars) | +10              | Justin Azevedo (Ak Bars)  | 5               | Aleksiej Pietrow (Traktor) | 50         |
| Władimir Tkaczow (Ak Bars)  | +10              | Nikita Gusiew (SKA)       | 3               | Alexandre Picard (Amur)    | 48         |
| Wasilij Tokranow (Ak Bars)  | +9               | Witalij Krawcow (Traktor) | 3               | Iwan Tielegin (CSKA)       | 40         |
| Aleksandr Barabanow (SKA)   | +8               | Rob Klinkhammer (Ak Bars) | 3               | Nick Bailen (Traktor)      | 38         |
| Nick Bailen (Traktor)       | +8               | Richard Gynge (Traktor)   | 2               | Siergiej Płotnikow (SKA)   | 37         |

- Pierwsze miejsce w klasyfikacji średniego czasu gry w meczu wśród obrońców:  Jyrki Jokipakka (Soczi) – 28,40 min.
- Pierwsze miejsce w klasyfikacji średniego czasu gry w meczu wśród napastników:  Eric O’Dell (Soczi) – 22,12 min.
- Pierwsze miejsce w klasyfikacji liczby zablokowanych strzałów:  Michaił Pasznin (CSKA) – 32
- Pierwsze miejsce w klasyfikacji wykonanych uderzeń ciałem:  Grigorij Panin (Saławat) – 44

### Skład triumfatorów
Skład zdobywcy Pucharu Gagarina – drużyny Ak Barsu Kazań – w sezonie 2017/2018:
| Szkoleniowiec: - Zinetuła Bilaletdinow – główny trener - Aleksandr Smirnow – asystent trenera - Aleksandr Zawjałow – asystent trenera - Siergiej Abramow – asystent trenera - Ari Moisanen – asystent trenera |  | Bramkarze: - Emil Garipow - Artur Misbachow - Aleksandr Szaryczenkow Obrońcy: - Roman Abrosimow - Rafael Batyrszyn - Timur Fatkullin - Albiert Jarullin - Nikita Lamkin - Roman Manuchow - Andriej Markow - Damir Musin - Atte Ohtamaa - Michaił Sidorow - Wasilij Tokranow |  | Napastnicy: - Dmitrij Archipow - Justin Azevedo - Aleksandr Burmistrow - Stanisław Galijew - Anton Glinkin - Michaił Głuchow - Nikita Jaźkow - Władisław Kara - Rob Klinkhammer - Jarosław Kosow - Anton Lander - Artiom Łukojanow - Fiodor Małychin - Dmitrij Obuchow - Andriej Popow - Aleksiej Potapow - Jiří Sekáč - Aleksandr Switow - Władimir Tkaczow - Danis Zaripow |

## Nagrody, trofea i wyróżnienia

### Trofea drużynowe
- Puchar Otwarcia: SKA Sankt Petersburg
- Puchar Kontynentu imienia Wiktora Tichonowa: SKA Sankt Petersburg
- Trofeum za zwycięstwo w Konferencji Wschód w fazie play-off: Ak Bars Kazań
- Trofeum za zwycięstwo w Konferencji Zachód w fazie play-off: CSKA Moskwa
- Nagroda Wsiewołoda Bobrowa (dla najskuteczniejszej drużyny w sezonie): SKA Sankt Petersburg (270 goli w 78 meczach – 227 w 56 meczach sezonu regularnego plus 43 gole w 15 spotkaniach fazy play-off)
- Puchar Gagarina: Ak Bars Kazań

Po zakończeniu sezonu władze ligi przedstawiły także klasyfikację ocenną klubów KHL.

### Wyróżnienia indywidualne

#### Zawodnicy miesiąca i etapów
Od października 2017, tj. pierwszego pełnego miesiąca gry w sezonie, przyznawano nagrody indywidualne w czterech kategoriach odnośnie do pozycji zawodników (bramkarz, obrońca, napastnik oraz pierwszoroczniak) za każdy miesiąc, wzgl. okres w fazie play-off. Zgodnie z zasadami wyróżnienia są przyznawane na podstawie najlepszych osiągnięć w statystykach indywidualnych.
| Miesiąc                  | Bramkarz | Obrońca | Napastnik | Pierwszoroczniak |
| ------------------------ | --- | --- | --- | --- |
| Październik 2017         | Ryan Zapolski (Jokerit)                                                                                                  | Nikita Triamkin (Awtomobilist Jekaterynburg)                                                                             | Nigel Dawes (Barys Astana)                                                                                               | Eeli Tolvanen (Jokerit)                                                                                                  |
| Listopad 2017            | Wasilij Koszeczkin (Mietałłurg Magnitogorsk)                                                                             | Nikita Triamkin (Awtomobilist Jekaterynburg)                                                                             | Zach Boychuk (Slovan Bratysława)                                                                                         | Aleksandr Pietunin (Dinamo Moskwa)                                                                                       |
| Grudzień 2017            | Ilja Sorokin (CSKA Moskwa)                                                                                               | Oleg Piganowicz (Nieftiechimik Niżniekamsk)                                                                              | Alexander Bergström (Sibir Nowosybirsk)                                                                                  | Aleksandr Pietunin (Dinamo Moskwa)                                                                                       |
| Styczeń 2018             | Pavel Francouz (Traktor Czelabińsk)                                                                                      | Philip Larsen (Saławat Jułajew Ufa)                                                                                      | Aleksandr Chochłaczow (Spartak Moskwa)                                                                                   | Rafael Bikmullin (Nieftiechimik Niżniekamsk)                                                                             |
| Luty                     | Rozegrano jedynie mecze 27 lutego 2018 z uwagi na przerwą spowodowaną turniejem na Zimowych Igrzyskach Olimpijskich 2018 | Rozegrano jedynie mecze 27 lutego 2018 z uwagi na przerwą spowodowaną turniejem na Zimowych Igrzyskach Olimpijskich 2018 | Rozegrano jedynie mecze 27 lutego 2018 z uwagi na przerwą spowodowaną turniejem na Zimowych Igrzyskach Olimpijskich 2018 | Rozegrano jedynie mecze 27 lutego 2018 z uwagi na przerwą spowodowaną turniejem na Zimowych Igrzyskach Olimpijskich 2018 |
| Ćwierćfinały konferencji | Ilja Sorokin (SKA Sankt Petersburg)                                                                                      | Grigorij Panin (Saławat Jułajew Ufa)                                                                                     | Justin Azevedo (Ak Bars Kazań)                                                                                           | Witalij Krawcow (Traktor Czelabińsk)                                                                                     |
| Półfinały konferencji    | Mikko Koskinen (SKA Sankt Petersburg)                                                                                    | Nick Bailen (Traktor Czelabińsk)                                                                                         | Linus Omark (Saławat Jułajew Ufa)                                                                                        | Witalij Krawcow (Traktor Czelabińsk)                                                                                     |
| Marzec 2018              | Ilja Sorokin (CSKA Moskwa)                                                                                               | Nick Bailen (Traktor Czelabińsk)                                                                                         | Justin Azevedo (Ak Bars Kazań)                                                                                           | Witalij Krawcow (Traktor Czelabińsk)                                                                                     |
| Finały konferencji       | Lars Johansson (CSKA Moskwa)                                                                                             | Wasilij Tokranow (Ak Bars Kazań)                                                                                         | Michaił Grigorienko (CSKA Moskwa)                                                                                        | Witalij Krawcow (Traktor Czelabińsk)                                                                                     |
| Puchar Gagarina          | Emil Garipow (Ak Bars Kazań)                                                                                             | Atte Ohtamaa (Ak Bars Kazań)                                                                                             | Anton Lander (Ak Bars Kazań)                                                                                             | nie został wybrany |
| Kwiecień 2018            | Lars Johansson (CSKA Moskwa)                                                                                             | Wasilij Tokranow (Ak Bars Kazań)                                                                                         | Justin Azevedo (Ak Bars Kazań)                                                                                           | Witalij Krawcow (Traktor Czelabińsk)                                                                                     |

#### Skład gwiazd miesiąca
Z okazji jubileuszu 10. sezonu KHL wprowadzono nową, dodatkową formułę comiesięcznych nagród indywidualnych. Według przyjętego formatu w każdym miesiącu wybierano skład miesiąca, składający się na tzw. „piątkę”, t.j, bramkarza, dwóch obrońców i trzech napastników. Wyboru comiesięcznie dokonywali uznaniowo byli wybitni zawodnicy rosyjscy: Aleksandr Fomiczow (wybierający bramkarza), Aleksandr Guśkow (wybierający dwóch obrońców), Aleksandr Bojkow (wybierający trzech napastników).
| Miesiąc          | Pozycja    | Zawodnicy         | Klub                       |
| ---------------- | ---------- | ----------------- | -------------------------- |
| Sierpień 2017    | Bramkarz   | Ilja Jeżow        | Nieftiechimik Niżniekamsk  |
| Sierpień 2017    | Obrońcy    | Andriej Markow    | AK Bars Kazań              |
| Sierpień 2017    | Obrońcy    | Darren Dietz      | Barys Astana               |
| Sierpień 2017    | Napastnicy | Eeli Tolvanen     | Jokerit                    |
| Sierpień 2017    | Napastnicy | Dienis Parszyn    | Torpedo Niżny Nowogród     |
| Sierpień 2017    | Napastnicy | Siergiej Szyrokow | SKA Sankt Petersburg       |
| Wrzesień 2017    | Bramkarz   | Igor Szestiorkin  | SKA Sankt Petersburg       |
| Wrzesień 2017    | Obrońcy    | Patrik Hersley    | SKA Sankt Petersburg       |
| Wrzesień 2017    | Obrońcy    | Dienis Barancew   | Torpedo Niżny Nowogród     |
| Wrzesień 2017    | Napastnicy | Siergiej Szyrokow | SKA Sankt Petersburg       |
| Wrzesień 2017    | Napastnicy | Nigel Dawes       | Barys Astana               |
| Wrzesień 2017    | Napastnicy | Justin Azevedo    | AK Bars Kazań              |
| Październik 2017 | Bramkarz   | Ryan Zapolski     | Jokerit                    |
| Październik 2017 | Obrońcy    | Wiaczesław Wojnow | SKA Sankt Petersburg       |
| Październik 2017 | Obrońcy    | Wasilij Tokranow  | Ak Bars Kazań              |
| Październik 2017 | Napastnicy | Władimir Tkaczow  | Ak Bars Kazań              |
| Październik 2017 | Napastnicy | Linden Vey        | Barys Astana               |
| Październik 2017 | Napastnicy | Kiriłł Kaprizow   | CSKA Moskwa                |
| Listopad 2017    | Bramkarz   | Emil Garipow      | Ak Bars Kazań              |
| Listopad 2017    | Obrońcy    | Nikita Triamkin   | Awtomobilist Jekaterynburg |
| Listopad 2017    | Obrońcy    | Ilja Nikulin      | Dinamo Moskwa              |
| Listopad 2017    | Napastnicy | Emil Galimow      | Nieftiechimik Niżniekamsk  |
| Listopad 2017    | Napastnicy | Wadim Szypaczow   | SKA Sankt Petersburg       |
| Listopad 2017    | Napastnicy | Lukáš Radil       | Spartak Moskwa             |

### Nagrody indywidualne
Podczas uroczystości zorganizowanej w dniu 23 maja 2018 w Barwicha Luxury Village wręczono nagrody za sezon:
- Złoty Kij – Najbardziej Wartościowy Gracz (MVP) sezonu regularnego: Nikita Gusiew (SKA Sankt Petersburg).
- Nagroda dla najskuteczniejszego strzelca sezonu: Nigel Dawes (Barys Astana) – 35 goli w sezonie zasadniczym.
- Nagroda dla najlepiej punktującego zawodnika (punktacja kanadyjska): Ilja Kowalczuk (SKA Sankt Petersburg) – w sezonie regularnym uzyskał 63 punkty za 31 goli i 32 asysty.
- Nagroda dla najlepiej punktującego obrońcy (punktacja kanadyjska): Philip Larsen (Saławat Jułajew Ufa) – w sezonie regularnym uzyskał 38 punktów za 11 goli i 27 asyst.
- Nagroda dla zawodnika legitymującego się najlepszym współczynnikiem w klasyfikacji „+,-” w sezonie regularnym: Maksim Szałunow (CSKA Moskwa) – uzyskał wynik +28 w 46 meczach.
- Najlepsza Trójka (dla najskuteczniejszego tercetu napastników w sezonie regularnym): Joonas Kemppainen, Linus Omark, Teemu Hartikainen (Saławat Jułajew Ufa) – wspólnie zgromadzili 42 gole.
- Mistrz Play-off – Najbardziej Wartościowy Gracz (MVP) fazy play-off: Justin Azevedo (Ak Bars Kazań).
- Najlepszy Bramkarz Sezonu (w wyniku głosowania trenerów): Pavel Francouz (Traktor Czelabińsk).
- Nagroda dla najlepszego pierwszoroczniaka sezonu KHL im. Aleksieja Czeriepanowa: Witalij Krawcow (Traktor Czelabińsk).
- Złoty Kask (przyznawany sześciu zawodnikom wybranym do składu gwiazd sezonu):
  - Pavel Francouz (Traktor Czelabińsk) – bramkarz,
  - Nikita Triamkin (Awtomobilist Jekaterynburg) – obrońca,
  - Bogdan Kisielewicz (CSKA Moskwa) – obrońca,
  - Nikita Gusiew (SKA Sankt Petersburg) – napastnik,
  - Justin Azevedo (Ak Bars Kazań) – napastnik,
  - Dmitrij Kagarlicki (Siewierstal Czerepowiec) – napastnik.
- Dżentelmen na Lodzie (dla jednego obrońcy i jednego napastnika – honorująca graczy, którzy łączą sportową doskonałość z nieskazitelnym zachowaniem): obrońca Jegor Martynow (Awangard Omsk) oraz napastnik Nikita Gusiew (SKA Sankt Petersburg).
- Nagroda za Wierność Hokejowi (dla największego weterana i ambasadora gry w hokeja): Pawieł Daciuk (SKA Sankt Petersburg).
- Nagroda „Sekundy” (dla strzelca najszybszego i najpóźniejszego gola w meczu):
  - Aleksandr Jelesin (Łokomotiw Jarosław) – strzelił bramkę w 5. sekundzie meczu.
  - Mika Niemi (Jokeirt Helsinki) – w fazie play-off podczas trzeciej dogrywki meczu uzyskał gola w 142. minucie 9. sekundzie spotkania.
- Żelazny Człowiek (dla zawodnika, który rozegrał najwięcej spotkań mistrzowskich w ostatnich trzech sezonach): Jewgienij Timkin (Mietałłurg Magnitogorsk) – 224 rozegranych meczów.
- Nagroda dla Najlepszego Trenera Sezonu: Zinetuła Bilaletdinow (Ak Bars Kazań).
- Nagroda Andrieja Starowojtowa (Złoty Gwizdek) (dla najlepszego sędziego głównego sezonu): Konstantin Olenin.
- Nagroda Michaiła Galinowskiego (Złoty Gwizdek) (dla najlepszego sędziego głównego sezonu): Aleksandr Sadownikow.
- Nagroda Walentina Sycza (przyznawana prezesowi, który w sezonie kierował najlepiej klubem): Nail Maganow (prezydent klubu Ak Bars Kazań).
- Nagroda Władimira Piskunowa (przyznawana najlepszemu klubowemu administratorowi): Rustiem Kaszapow (starszy administrator klubu Ak Bars Kazań).
- Nagroda Andrieja Zimina (przyznawana najlepszemu lekarzowi): sztab medyczny klubu Ak Bars Kazań, który reprezentował Ilmir Chabibrachmanow
- Nagroda Bezcennej Ligi: Swietłana Kolago (bezcenny kibic), Konstantin Barulin (bezcenny zawodnik) – oboje z klubu HK Soczi
- Nagroda dla najlepszej zawodniczki Żeńskiej Hokejowej Ligi: Olga Sosina (Agidiel Ufa)
- Nagroda Syrius (nagroda specjalna dla zawodnika, który zdobył cztery trofea mistrzostwo olimpijskie, mistrzostwo świata, Puchar Stanleya i Puchar Gagarina): Pawieł Daciuk (SKA Sankt Petersburg).
- Nagroda dla najlepszego dziennikarza sezonu: Igor Jeronko (Sport-Ekspress).